# Parafia Najświętszej Maryi Panny Królowej Pokoju w Kicinach
Parafia Najświętszej Maryi Panny Królowej Pokoju w Kicinach – parafia rzymskokatolicka należąca do dekanatu jadowskiego, diecezji warszawsko-praskiej, metropolii warszawskiej.
Od 2023 roku proboszczem jest ks. Leszek Rasztawicki.

## Zasięg parafii
W granicach parafii znajdują się miejscowości: Anastazew, Basinów, Karolinów, Kiciny, Obrąb, Płatków i Podgać.